# Kalkriese

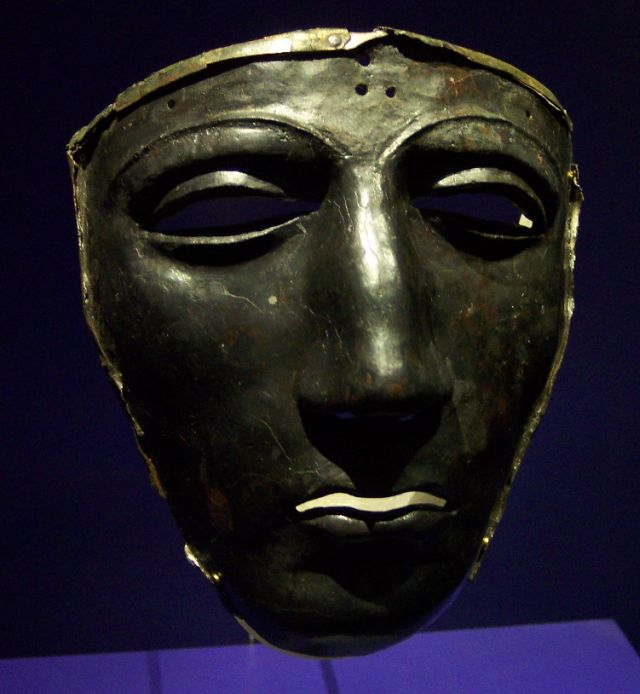
Màscara d'un soldat romà al Museu de Kalkriese

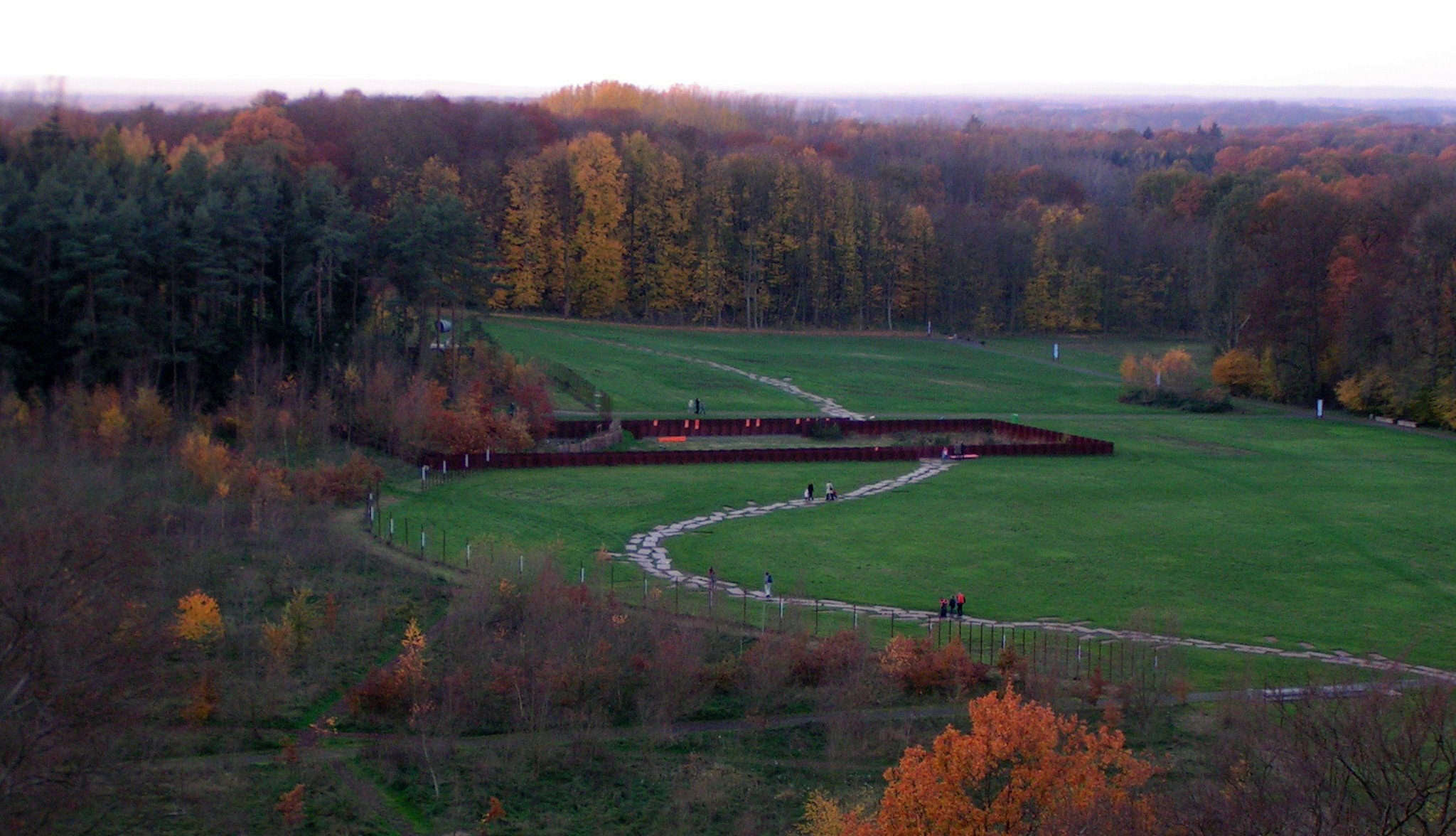
Lloc on se sospita que ocorregué la batalla final al nord del turó Kalkriese

Kalkriese és un turó de 157 m d'alt a Baixa Saxònia, Alemanya. És difícil passar al llarg del vessant nord de Kalkriese perquè s'han de travessar molts rierols. Al nord del Kalkriese hi ha un ampli pantà, que s'estén cap al nord. Es creu que és el jaciment arqueològic de la batalla del bosc de Teutoburg. Saltus Teutoburgiensis (nom en llatí del bosc de Teutoburg) podria referir-se a una franja de terra conreada amb una amplària de 220 m entre Kalkriese i un gran pantà.
Des del començament de les exploracions oficials al 1988, més de 5.500 objectes romans, principalment peces d'equipament militar, s'han trobat en una superfície de 17 km²: espases i dagues romanes, parts de javelines i llances, puntes de fletxa, pedres de fona, fragments d'elms, claus de sandàlies dels soldats, cinyells, claudàtors de cotes de malla i fragments d'armadura. Entre els objectes més significatius hi ha la més antiga màscara imperial coneguda. Altres objectes són fermalls, claus, navalles, una escala, pesos,
navalles d'afaitar, cisells, martells, piquetes, poals, anells, instruments quirúrgics, caixes de segells, una agulla, calderes, cassoles, culleres i àmfores. La joieria, les forquetes i un fermall en forma de disc suggereixen la presència de dones. Un dels objectes amb inscripcions és un pes de plomada amb "CHOI", o "C(o)HO(rtis) I", és a dir "pertanyent a la primera cohort". L'altre és al fermall d'una cota de malla: "M AIUS (cohortis) I (centuriae) FABRICI(i) M AII (cohortis) I (centuriae) FAB(ricii)" ("Marc instructor de la cohort I, centúria dels fabricii; pertanyent a Marc Instructor de la I cohort, centúria dels fabricii"). La moneda encunyada per celebrar que August havia adoptat els seus nets Luci i Gai l'any 2 ae també s'ha trobat a Kalkriese.